# Liste der Biografien/Vod
Liste der Biografien |
Portal Biografien |
Personensuche
# |
A |
B |
C |
D |
E |
F |
G |
H |
I |
J |
K |
L |
M |
N |
O |
P |
Q |
R |
S |
T |
U |
V |
W |
X |
Y |
Z |
?
 
Va |
Vd |
Ve |
Vh |
Vi |
Vj |
Vl |
Vn |
Vo |
Vr |
Vs |
Vt |
Vu |
Vy
 
Voa |
Vob |
Voc |
Vod |
Voe |
Vof |
Vog |
Voh |
Voi |
Voj |
Vok |
Vol |
Vom |
Von |
Voo |
Vop |
Vor |
Vos |
Vot |
Vou |
Vov |
Vow |
Vox |
Voy |
Voz
Die Liste der Biografien führt alle Personen auf, die in der deutschsprachigen Wikipedia einen Artikel haben. Dieses ist eine Teilliste mit 33 Einträgen von Personen, deren Namen mit den Buchstaben „Vod“ beginnt.

## Vod

### Voda
- Vodaine, Jean (1921–2006), slowenisch-französischer Poet, Maler und Buchdrucker
- Vodák, Pavel (1920–2002), tschechischer Psychiater, Neurologe und Kinderarzt
- Vodan, Nika (* 2000), slowenische Skispringerin
- Vodanovic, Antonio (* 1949), chilenischer Fernsehmoderator und Journalist

### Vodd
- Vodder, Emil (1896–1986), dänischer Physiotherapeut

### Vode
- Vodeb, Andreja (* 1979), slowenische Beachvolleyballspielerin
- Vodel, Gustav Adolf (1831–1908), deutscher Jurist und konservativer Politiker, MdL (Königreich Sachsen)
- Voderberg, Heinz (1911–1945), deutscher Mathematiker
- Voderberg, Käthe (1910–1978), deutsche Botanikerin
- Voderholzer, Maria (1927–2015), deutsche Lehrerin und Schriftstellerin
- Voderholzer, Rudolf (* 1959), deutscher Geistlicher, Theologe, Dogmatiker und römisch-katholischer Bischof von RegensburgRudolf Voderholzer (* 1959)

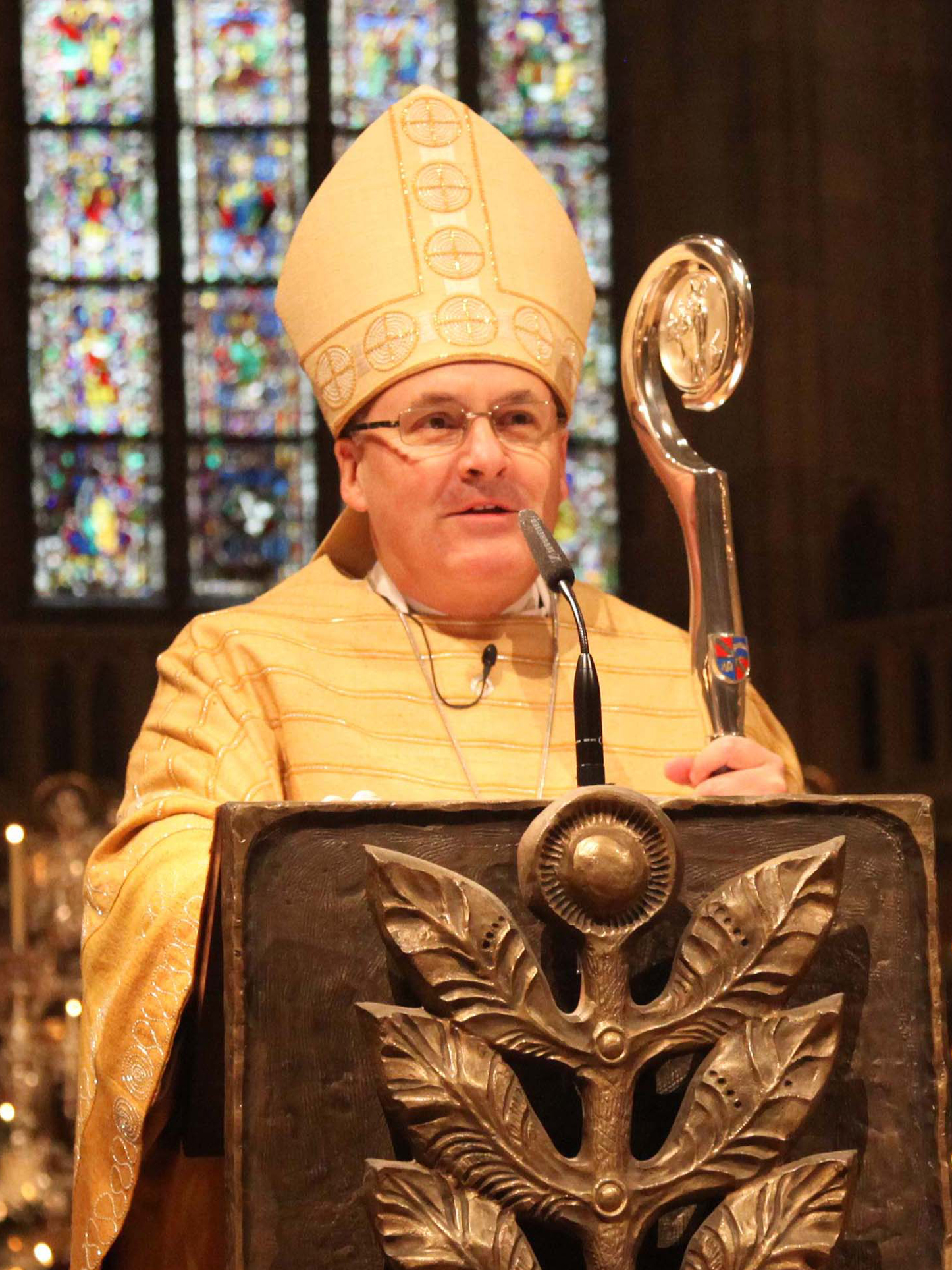
Rudolf Voderholzer (* 1959)

- Voderholzer, Ulrich (* 1961), deutscher Psychiater und Buchautor
- Vodev, Valentin (* 1978), österreichischer Industriedesigner

### Vodh
- Vodháněl, Jan (* 1997), tschechischer Fußballspieler

### Vodi
- Vodička, Antonín (1907–1975), tschechoslowakischer Fußballspieler und -trainer, sowie Eishockeytrainer
- Vodička, Jindřich (* 1952), tschechischer Politiker
- Vodička, Karel (1949–2021), tschechisch-deutscher Politikwissenschaftler
- Vodička, Václav († 1774), böhmischer Komponist
- Vodičková, Eva, tschechische Schauspielerin
- Vodišek, Toni (* 2000), slowenischer Kitesurfer

### Vodn
- Vodňanský, Jan Campanus (1572–1622), tschechischer Schriftsteller und Dichter
- Vodnev, Dionis (* 1971), kasachisch-deutscher Skispringer und Skisprungtrainer
- Vodnik, Valentin (1758–1819), slowenischer Geistlicher, Dichter, Journalist, Übersetzer und Lehrer aus Krain
- Vodnyánszká, Renáta (* 2004), slowakische Leichtathletin

### Vodo
- Vodopić, Mato (1816–1893), Bischof von Dubrovnik
- Vodopjanovas, Genadijus Linas (* 1973), litauischer Ordensgeistlicher, Bischof von Panevėžys
- Vodosek, Alfons (1912–1996), österreichischer Musiker und Komponist
- Vodosek, Peter (* 1939), österreichischer Bibliothekshistoriker
- Vodoz, Olivier (* 1943), Schweizer Jurist und Politiker

### Vodr
- Vodrazka, Karl (1931–2016), österreichischer Betriebswirtschaftler und Hochschullehrer, Professor für Betriebswirtschaftslehre an der Johannes Kepler Universität Linz

### Vods
- Vodseďálek, Aleš (* 1985), tschechischer Nordischer Kombinierer
- Vodsgaard, Jørgen (* 1942), dänischer Handballspieler und Basketballspieler

### Vodz
- Vodzogbe, Senna (* 1994), finnische Schauspielerin